# Sant Farciau
Sant Farciau (en francès Saint-Félicien) és un municipi francès situat al departament de l'Ardecha i a la regió d'Alvèrnia-Roine-Alps.